# Dorset
Dorset (pronunție AFI,  |ˈ|dɔr * sɨt , cunoscut arhaic ca Dorsetshire) este unul din comitatele ceremoniale ale Angliei. Situat în partea de sud-vest a celei mai mari insule britanice, în partea mijlocie a Canalului Mânecii, comitatul constă din comitatul ne-metropolitan propriu-zis, guvernat de Dorset County Council, și două entități administrative, orașele Poole și Bournemouth.
Dorset acoperă o suprafață de 6.868 km2 (sau 2.653 mi2). Se învecinează cu comitatele Devon, la vest, Somerset, la nord-vest, Wiltshire, la nord-est, și Hampshire, la est. Sediul comitatului se găsește în Dorchester, oraș situat în sudul comitatului.

## Orașe din cadrul districtului
- Beaminster
- Blandford Forum
- Bournemouth
- Bridport
- Christchurch
- Dorchester
- Ferndown
- Gillingham
- Lyme Regis
- Poole
- Shaftesbury
- Sherborne
- Swanage
- Verwood
- Wareham
- Weymouth
- Wimborne Minster

## Alte localități
- Corscombe